# Taxithelium benguetiae
Taxithelium benguetiae är en bladmossart som beskrevs av Brotherus 1913. Taxithelium benguetiae ingår i släktet Taxithelium och familjen Sematophyllaceae. Inga underarter finns listade i Catalogue of Life.